# Mediala
La mediala es una medida estadística de dispersión que nos define la observación a partir de la cual divide lo observado en dos partes iguales.
La mediala (Md o Ml) se usa principalmente para variables continuas agrupadas en intervalos.

## Definición matemática
La mediala viene definida a partir de los cálculos necesarios para la curva de Lorenz, de manera que es el valor de la variable para el cual Qi es igual a 0,5 siendo:
{\displaystyle Q_{i}={\frac {(X_{i}*n_{i})+(X_{i-1}*n_{i-1})+(X_{i-2}*n_{i-2})+{...}+(X_{1}*n_{1})}{SumaTotalX_{i}}}}
Si al calcular los valores de Qi tenemos uno exactamente igual a 0,5, la mediala será el extremo superior del intervalo. En caso contrario, para un intervalo (i, I] se debe sacar el dato por extrapolación lineal mediante la fórmula
{\displaystyle {\frac {I-i}{Q_{i}-Q_{i-1}}}={\frac {Mediala-i}{0.5-Q_{i-1}}}}
Con lo que:
| {\displaystyle MEDIALA=Md=i+{\frac {(I-i)*(0.5-Q_{i-1})}{Q_{i}-Q_{i-1}}}} |

## Propiedades
La mediala siempre es mayor o igual que la mediana.
En caso de que una distribución esté completamente equidistribuida, la mediala y la mediana serán iguales.

## Ejemplos
Ejemplo explicativo:
Si estamos realizando una encuesta sobre los salarios de una empresa, la mediala será aquel valor que si sumamos todos los sueldos de los empleados que cobran por debajo de la mediala supondrá la mitad de los que la empresa se gasta en salarios.
Ejemplo numérico:
La empresa Salaitos y Cojines S.A. siempre ha presumido de tener una política de sueldos a favor de los empleados, sin que sus directivos cobren grandes sueldos. Una compañía que mide la felicidad de los trabajadores ha decidido comprobar este punto de los estatutos de Salaitos y Cojines S.A., para ello ha realizado una encuesta entre los trabajadores de todas las categorías de la empresa, obteniendo los siguientes datos una vez ordenados y calculados los descriptivos:
| SALARIO    | SALARIO               | {\displaystyle n_{i}} | {\displaystyle N_{i}}         | {\displaystyle f_{i}}              | {\displaystyle F_{i}}         | {\displaystyle X_{i}*n_{i}} | {\displaystyle u_{i}}                 | {\displaystyle Q_{i}}                           |
| ---------- | --------------------- | --------------------- | ----------------------------- | ---------------------------------- | ----------------------------- | --------------------------- | ------------------------------------- | ----------------------------------------------- |
| Intervalo  | {\displaystyle X_{i}} | {\displaystyle n_{i}} | {\displaystyle n_{i}+N_{i-1}} | {\displaystyle {\frac {n_{i}}{N}}} | {\displaystyle f_{i}+f_{i-1}} | {\displaystyle X_{i}*n_{i}} | {\displaystyle (X_{i}*n_{i})+u_{i-1}} | {\displaystyle {\frac {u_{i}}{SumaTotalx_{i}}}} |
| 500- 600   | 550                   | 3                     | 3                             | 0,1                                | 0,1                           | 1650                        | 1650                                  | 0,04                                            |
| 601 - 700  | 650                   | 2                     | 5                             | 0,07                               | 0,17                          | 1300                        | 2950                                  | 0,06                                            |
| 701 - 800  | 750                   | 3                     | 8                             | 0,1                                | 0,27                          | 2250                        | 5200                                  | 0,11                                            |
| 801 - 900  | 850                   | 4                     | 12                            | 0,13                               | 0,4                           | 3400                        | 8600                                  | 0,18                                            |
| 901 - 1000 | 950                   | 3                     | 15                            | 0,1                                | 0,5                           | 2850                        | 11450                                 | 0,24                                            |
| 1001-1100  | 1050                  | 4                     | 19                            | 0,13                               | 0,63                          | 4200                        | 15650                                 | 0,33                                            |
| 1101-1200  | 1150                  | 5                     | 24                            | 0,17                               | 0,8                           | 5750                        | 21400                                 | 0,46                                            |
| 1201-1500  | 1350                  | 2                     | 26                            | 0,07                               | 0,87                          | 2700                        | 24100                                 | 0,51                                            |
| 1501-8000  | 4750                  | 3                     | 29                            | 0,1                                | 0,97                          | 14250                       | 38350                                 | 0,82                                            |
| 8001-9000  | 8500                  | 1                     | 30                            | 0,03                               | 1                             | 8500                        | 46850                                 | 1                                               |

Según la definición sabemos que la mediala se encuentra en el intervalo (1200-1500], pero a no ser el valor exactamente 0,5 debemos hacer una interpolación lineal:
{\displaystyle Md=i+{\frac {(I-i)*(0.5-Q_{i-1})}{Q_{i}-Q_{i-1}}}}
{\displaystyle =1200+{\frac {(1500-1200)*(0.5-0.46)}{0.51-0.46}}=1440}
Es decir, la suma de los salarios de aquellas personas que cobran 1.440 € o menos suponen aproximadamente la mitad de lo que la empresa se gasta en salarios mensualmente.
Un corolario de esto es que cuatro empleados (el número de personas que se encuentran por encima del intervalo de los 1.440 €) cobran la mitad de lo que se gasta la empresa en sueldos.
- Datos: Q6008618

Con esto podemos decir que la empresa Salaitos y Cojines S.A. no cumple su supuesta política de sueldos.